# Baby It's Both
«Baby It's Both» es una canción del grupo femenino surcoreano Illit junto a la cantante estadounidense Ava Max, lanzada el 22 de noviembre de 2024. Es una versión en inglés de la canción «Tick-Tack» de su segundo extended play I'll Like You, que fue lanzada por Belift Lab el 21 de octubre de 2024 como la quinta y última pista del EP.

## Antecedentes
El 23 de septiembre de 2024, Belift Lab anunció que Illit lanzaría su segundo EP titulado I'll Like You el 21 de octubre.El 7 de octubre, se reveló la lista de canciones, mostrando la pista «Tick-Tack». La canción fue lanzada junto con el EP el 21 de octubre.
El 22 de noviembre de 2024, Belift Lab anunció que Illit lanzaría una versión en inglés de «Tick-Tack», titulada «Baby It's Both», con la colaboración de la cantante estadounidense Ava Max. «Baby It's Both» fue lanzada el mismo día.

## Promoción
Illit interpretó la versión original de «Baby It's Both», «Tick-Tack» en tres programas de música en la primera semana de promoción: Music Bank de KBS el 15 de noviembre, Show! Music Core de MBC el 16 de noviembre, y Inkigayo de SBS el 17 de noviembre. El 14 de noviembre de 2024, se lanzó el video musical.

## Créditos y personal
- Illit – voces
- Ava Max – voz, compositora
- Johnny Goldstein – compositor, productor
- Sam Martin – compositor
- Nija – compositor
- Cate Downey – compositora
- Maya K – compositora
- Lauren Mandel – compositora

## Listas

### Posicionamiento en las listas semanales
| Listas (2024)                          | Posición más alta |
| -------------------------------------- | ----------------- |
| Japan Download Songs (Billboard Japan) | 99                |
| Singapore Regional (RIAS)              | 22                |
| Corea del Sur (Circle)                 | 140               |

### Posicionamiento en las listas mensuales
| Listas (2024)          | Posición |
| ---------------------- | -------- |
| Corea del Sur (Circle) | 165      |